# Heinrich Karl Strohm
Heinrich Karl Strohm (Elberfeld, 4 de fevereiro de 1895 - Colónia, 9 de junho de 1959) foi um maestro alemão, que dirigiu a Ópera Estatal de Viena.